# Research Triangle Park

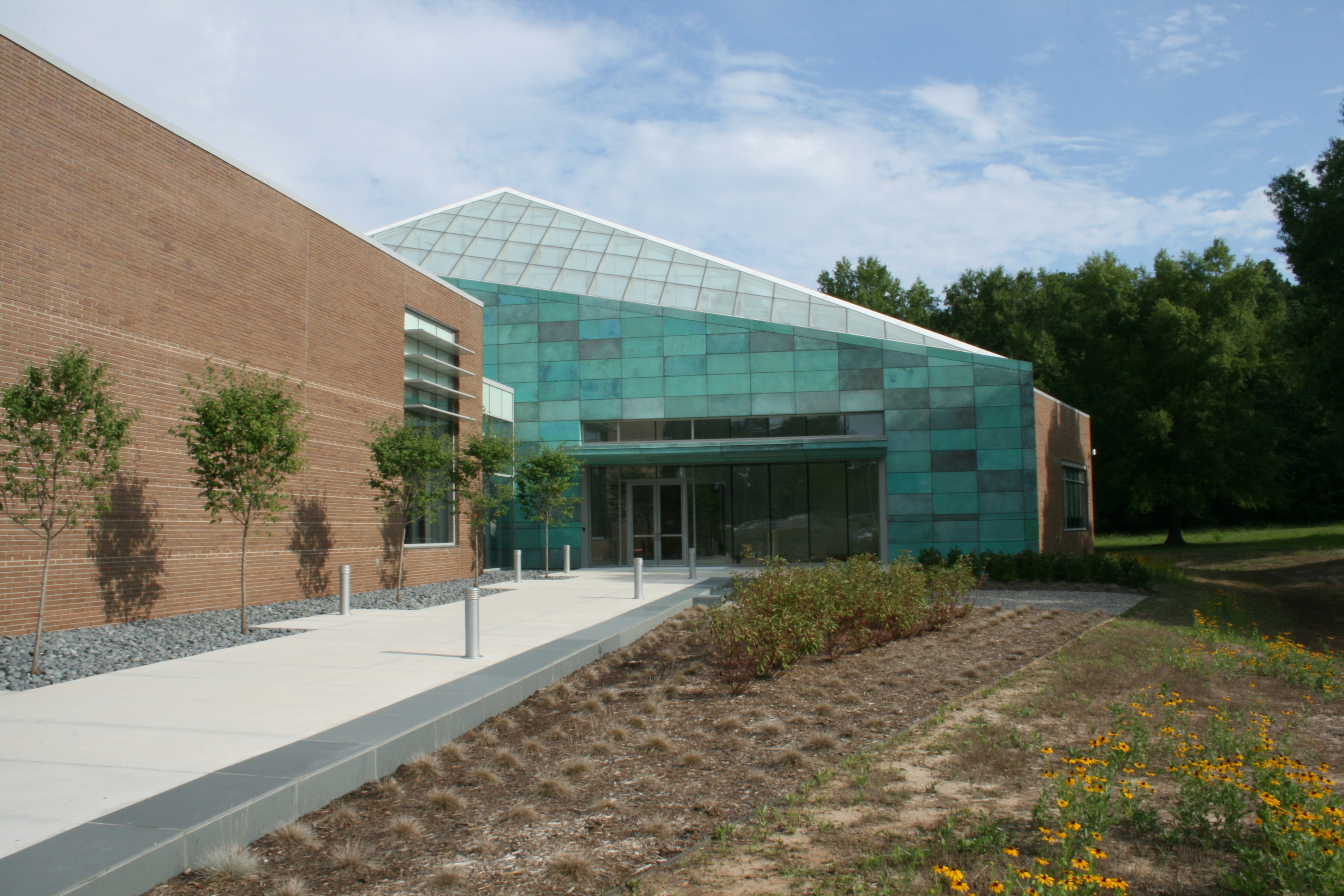
La sede del Research Triangle Park

Il Research Triangle Park (RTP) è il più grande parco tecnologico degli Stati Uniti. Il nome deriva dalla sua posizione baricentrica rispetto alle tre città circostanti di Raleigh, Durham e Chapel Hill, o, più propriamente, per le tre università in esse presenti: la North Carolina State University, la Duke University e l'Università della Carolina del Nord a Chapel Hill.
Il Research Triangle Park ha dato nome alla circostante regione della Carolina del Nord. Esso confina anche dalle comunità di Morrisville e Cary. Circa un quarto della sua estensione è nella contea di Wake, mentre la quota più rilevante appartiene al territorio della contea di Durham.

## Panoramica introduttiva
Il Research Triangle Park è uno dei più importanti parchi di ricerca e sviluppo high-tech degli Stati Uniti. Nacque nel 1959 da un'iniziativa congiunta del governo federale e degli enti locali, promossa dalle vicine università e dall'economia del territorio. Karl Robbins acquistò il terreno che è attualmente sede del parco, un'area di 7.000 acri (pari a 2.833 ettari) situata in una foresta di pini sui quali furono realizzati 22.500.000 piedi quadrati di superficie edile (pari a 2.090.318 m2).
Ospita oltre 300 aziende che danno lavoro 55.000 lavoratori e ulteriori 10.000 nell'indotto, fra le quali: uno dei più grandi centri di ricerca e sviluppo della GlaxoSmithKline, che occupa circa 5.000 persone; una sede di Cisco Systems che occupa circa 5.000 dipendenti, la seconda più alta al di fuori della Silicon Valley; il National Institute of Environmental Health Sciences affiliato al National Institutes of Health, con alcune strutture a Durham.

Il parco è attraversato dall'Interstate 40, dalla statale 147 della Carolina del Nord e dall'NC 540.
Il Research Triangle Park è di proprietà ed è gestito dalla Research Triangle Foundation, un'organizzazione senza scopo di lucro privata, della quale nell'agosto 2017 Scott Levitan è stato nominato nono presidente e amministratore delegato.

## Storia
Dopo la seconda guerra mondiale l'economia della Carolina del Nord non poteva più dipendere dalle tradizionali industrie agricole, tessili e mobili: la loro quota di mercato era in declino e l'occupazione stava scomparendo. Gli accademici dell'Università della Carolina del Nord e della Duke University hanno avuto l'idea di creare il parco in modo che le università potessero fare ricerche insieme, sfruttare le sinergie e i punti di forza dell'area, garantendo ai laureati un impiego all'interno dello Stato.
Nel 1959 fu istituito il Research Triangle Park per incrementare il livello di innovazione nell'area. Dopo alcuni anni di difficoltà iniziale, la crescita verticale arrivò nel 1965, a seguito del reclutamento di personale promosso dal governo nazionale e dalla figura di Archibald "Archie" Davis. Nel loro articolo intitolato The Growth of Research Triangle Park, Link e Scott affermano che il principale fattore di successo sono stati l'innovazione, la cultura e la leadership d'impresa. Archie Davis scelse una sede vicina agli atenei, coinvolse l'American Academy of Arts and Sciences e si attivò per raccogliere fondi, persuaso che l'obiettivo-chiave fosse il miglioramento della comunità: 
(Archibald "Archie" Davis)

## Qualificazione
Il parco è un'area non incorporata di cui i comuni non possono annettere singole parti,secondo quanto previsto dalla legge statale. Nel 1986 le contee di Durham-Wake hanno istituito un distretto fiscale speciale in cui l'aliquota sulla proprietà è limitata a 10 centesimi per 100 dollari di estimo. Il distretto offre in cambio una serie di servizi amministrativi alle imprese e ai soggetti presenti nel parco.
L'area di ricerca teorica è nella parte della Contea di Wake, mentre quella di ricerca applicata nella parte della Contea di Durham. All'ottobre 2012, la zonizzazione era in corso di riesame per rendere possibili maggiori densità di insediamento. L'introduzione legislativa di nuovi distretti urbani di servizio alla ricerca urbana (URSD) all'interno del Parco avrebbe creato un mix di destinazione d'uso commerciali e residenziali, con lo stesso tipo di tassazione delle città limitrofe.
Il 1º ottobre 2015, l'ex presidente e CEO della Research Triangle Foundation, Bob Geolas, annunciò il progetto del Park Center, una nuova area di 300.000 piedi quadrati di spazio pubblico nel cuore del Research Triangle Park, comprensiva di punti vendita, punti di ristoro e spazi di intrattenimento. L'operazione immobiliare prevedeva un investimento di 50 milioni di dollari, di cui 20 erano stati stanziati dalla Contea di Durham, 10 dal Distretto dei Servizi di Ricerca e Produzione delle contee di Durham-Wake e altri 20.000.000 a seguito di acquisti di terreni e lavori in loco forniti dalla Research Triangle Foundation della Carolina del Nord.
Geolas dichiarò di voler rendere tutta la sua creatura il più possibile locale, senza vincoli burocratici.

## Sedi della Fondazione
Nel perimetro del parco, la Research Triangle Foundation gestisce il campus per le startup Frontier RTP, The Lab e il centro conferenze Archie K. Davis. La Frontier RTP nacque nel gennaio 2015 come spazio di coworking gratuito al quale la Fondazione affiancò tre edifici aggiuntivi, creando un campus accessibile per le organizzazioni tecnologiche, di scienze della vita e no-profit in crescita.
Il Lab è uno spazio ad uso ufficio al servizio di diverse società di ricerca e sviluppo.

L'Archie K. Davis Conference Center è uno spazio per eventi di 6.800 piedi quadrati, adiacente alla sede principale della Research Triangle Foundation.
Entro la primavera del 2020 è stata pianificata l'integrazione del Boxyard RTP, uno spazio polivalente di 15.000 piedi quadrati ricavato all'interno di container navali ispirato al The Boxyard Tulsa.